# Neurolyga bilobata
Neurolyga bilobata är en tvåvingeart som först beskrevs av Boris Mamaev och Rozhnova 1982.  Neurolyga bilobata ingår i släktet Neurolyga och familjen gallmyggor.
Artens utbredningsområde är Ukraina. Arten är reproducerande i Sverige. Inga underarter finns listade i Catalogue of Life.